# Филипович, Александар (футболист)
Алекса́ндар Фили́пович (серб. Aleksandar Filipović / Александар Филиповић; род. 20 декабря 1994, Лесковац) — сербский футболист, защитник «Партизан», чемпион Европы 2013 года среди игроков не старше 19 лет.

## Карьера

### Клубная
Воспитанник местного клуба «Дубочица» (первый тренер — Любиша Стефанович). В 14 лет перешел в «Ягодину», за основной состав которой дебютировал 21 мая 2011 года в выездном противостоянии с «Радом». С 31 августа 2016 года выступал за белградский «Вождовац».
В феврале 2018-го стал игроком борисовского БАТЭ. Дебютировал за клуб 10 марта 2018 года в мачте за Суперкубок Белоруссии против «Динамо-Брест». В Высшей Лиге серб дебютировал 1 апреля 2018 года против клуба «Смолевичи», где игрок отметился результативной передачей. Свой первый гол забил 13 июня 2018 года против «Гомеля», где также отметился еще одной результативной передачей. В дебютном сезоне стал чемпионом Белоруссии. В 2018 году также дебютировал в Лиге Европы УЕФА против венгерского клуба «МОЛ Фехервар». В данном розыгрыше европейского турнира «БАТЭ» вышло со второго места в группе и встретилось с лондонским «Арсеналом» на стадии плей-офф, где в первой встрече победа осталась за борисовчанами (1:0). В ответном матче борисовчане проиграли со счётом 3:0 и вылетели с турнира. В сентябре 2019 года продлил игрок продлил контракт с борисовским клубом. Дважды выиграл Кубок Белоруссии в 2020 и 2021 годах. В январе 2022 года пролил контракт с клубом. Сезон 2022 года футболист начал с победы за Суперкубок Белоруссии против солигорского «Шахтёра». В марте 2022 года стал первым легионером в истории «БАТЭ», побеждавший в 100 официальных матчах за клуб. В финале за Кубок Белоруссии проиграл «Гомелю» со счётом 1:2 и стал серебряным призёром турнира. В июне 2022 года появилась информация о том, что футболист перейдёт в белградский «Партизан». Во время игры борисовского клуба 18 июня 2022 года против «Ислочи» прошла церемония прощания команды с игроком.
Официально 20 июня 2022 года перешёл в белградский «Партизан». Дебютировал за клуб 9 июля 2022 года в матче против иваницкого «Явора». Дебютный гол за клуб забил 2 октября 2022 года в матче против «Воеводины».

### В сборной
Будучи футболистом «Ягодины», завоевал в рядах юниорской сборной Сербии золото чемпионата Европы-2013 (U-19). Причем в финальном турнире, прошедшем в Литве, отработал от звонка до звонка во всех пяти поединках, в том числе в решающей встрече с французами (1:0).

## Достижения
Сербия (до 19)
- Чемпион Европы среди юниоров (U19): 2013

БАТЭ
- Чемпион Беларуси: 2018
- Обладатель Кубка Беларуси: 2019/2020, 2020/2021
- Обладатель Суперкубка Белоруссии: 2022

## Статистика
| Клуб     | Сезон   | Чемпионат | Чемпионат | Кубок | Кубок | Континент | Континент | Итого | Итого |
| Клуб     | Сезон   | Игры      | Голы      | Игры  | Голы  | Игры      | Голы      | Игры  | Голы  |
| -------- | ------- | --------- | --------- | ----- | ----- | --------- | --------- | ----- | ----- |
| Ягодина  | 2010/11 | 2         | 0         | 0     | 0     | 0         | 0         | 2     | 0     |
| Ягодина  | 2013/14 | 18        | 0         | 5     | 0     | 0         | 0         | 23    | 0     |
| Ягодина  | 2014/15 | 23        | 1         | 3     | 0     | 2         | 0         | 28    | 1     |
| Ягодина  | 2015/16 | 35        | 1         | 2     | 0     | 0         | 0         | 37    | 1     |
| Вождовац | 2016/17 | 26        | 1         | 3     | 0     | 0         | 0         | 29    | 1     |
| Вождовац | 2017/18 | 20        | 3         | 1     | 0     | 0         | 0         | 40    | 3     |
| Вождовац | Итого   | 124       | 6         | 14    | 0     | 2         | 0         | 159   | 6     |